# リオレ・エ・オリビエ H-246
リオレ・エ・オリビエ H-246
- 用途：飛行艇
- 製造者：リオレ・エ・オリビエ、SNCASE
- 運用者：エールフランス、ドイツ空軍
- 初飛行：1937年9月30日
- 生産数：6機
- 運用開始：1938年

リオレ・エ・オリビエ H-246（Lioré et Olivier H-246）は、1930年代末にフランスで製造された4発大型飛行艇である。

## 開発
リオレ・エ・オリビエ H-246は1937年にリオレ・エ・オリビエ社（後の同年に国営の航空機製造会社のシュド・エスト社（SNCASE）に吸収された）で開発された。試作機のH-246.01は1937年9月30日に初飛行した。パラソル型配置の主翼に金属製胴体の機体は4名の乗員と26名の乗客を収容し、エールフランスは1938年1月に6機のH-246.1を発注した。
1940年のフランス占領の後、ヴィシー政府は自軍の空軍で使用するために幾つかの改造を施した。これらの機体は主に偵察任務に使用され、4丁の7.5 mm 機関銃を装備した。4機の民間のH-246は1942年にドイツ空軍に引き渡された。ドイツ軍の機体は21名の兵員又は14床の担架が運べるように改装され、フィンランドへの輸送を含む様々な任務に使用された。
戦後、2機のH-264.1が数年間エールフランスで運用された。

## 運用
フランス
- エールフランス 6機を受領

 ヴィシー政府
- ヴィシー空軍 エールフランスから引き継いだ機体を運用

- ドイツ空軍 ヴィシー政府から接収した4機を運用

## 要目
（H-246.1）
- 乗員：4 - 5名

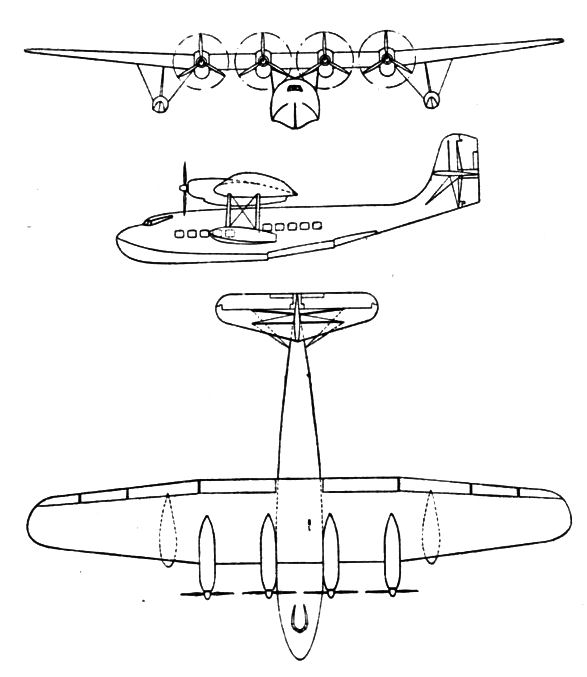
H.246

- 乗客：26名 又は 兵員21名 又は 担架14床
- 全長：21.17 m (69.45 ft)
- 全幅：31.72 m (104 ft)
- 全高：7.15 m (23.45 ft)
- 翼面積：131 m2 (429 ft2)
- 空虚重量：9,800 kg (21,605 lb)
- 全備重量：15,000 kg (33,069 lb)
- エンジン：4 * イスパノスイザ 12Xirs
- 最大速度：330 km/h (205 mp/h)
- 巡航速度：287 km/h (178 mp/h)
- 巡航高度：7,000 m (22,965 ft)
- 航続距離：2,000 km (1,242 m)
- 上昇率：
- 武装
  - フランス版：4 x 7.5 mm ダルネ 機関銃、爆弾 600 kg
  - ドイツ版：5 x 7.92 mm MG15 機関銃